# 北奈つき
北 奈つき（きた なつき、2月19日 - ）は、日本の女性声優。エスエスピー所属。神奈川県出身。本名・旧名：北方 奈月（きたかた なつき）。

## 略歴
昔は漫画家、イラストレーターになりたかったという。
その後、昔から何か作品を残そうと「漫画家とかイラストレーターはなれないな」と思い、当初は友人が声優に興味があり、「声優学校のオーディションがあるから、一緒に受けよう」と言われて受験していた。そのオーディションに2人とも合格したため、「取りあえずやってみようかな」のように軽い感じで通い始めて、声優の世界へと踏み込んだという。
アミューズメントメディア総合学院声優学科卒業。
以前はサンミュージックプロダクションに所属していた。

## 人物
公式プロフィールによると、美術工作、DVD（ミュージカル系）の鑑賞、絵、カラオケなどが趣味、バレエとピアノが特技である 。所属するエスエスピーでは、声優としてだけでなく、イラストレーターとしても所属している。

## 出演
太字はメインキャラクター。

### テレビアニメ
- 日常（2011年、月野夜）
- 織田信奈の野望（2012年、ねね[9]）
- 氷菓（2012年、有吉〈漫研部員〉）
- 中二病でも恋がしたい!戀（2014年、生徒）
- この美術部には問題がある!（2016年、女子）
- ラーメン大好き小泉さん（2018年、テレビ音声B）

### 劇場アニメ
- 遊☆戯☆王 THE DARK SIDE OF DIMENSIONS（2016年）[10]

### ゲーム
- アイドリズム（2014年、凪沙つぐみ[11]）
- Tokyo 7th シスターズ（2014年、有栖シラユキ[12]）
- Diss World（2015年、フェンリル[13]）

### ボイスオーバー
- ケベック映画祭『小さな隊長』（2009年、少年1）

### ブック
- 『W100 アニメ声優』（2010年）

### ラジオ
- コミュニティFMかつしかFM「馬場孝幸のマンデーミュージック～〜やっぱ生が一番！〜」（2010年11月）

### デジタルコミック
2019年
- 稲神村のRICEさん（2019年 - 2021年、米子）

2020年
- 先輩の透明な感触（湖城美桜）
- 推し変ねがいます！（楠ももな）
- にくきゅうに、夏の魔法（ひま）
- 破壊神マグちゃん（宮薙流々）
- 私が甲子園に連れてったる!!（女子）
- 残飯たちのメリクリ（原田ユキ）

2021年
- ポポ（女子生徒）
- 高校生家族（ゴメス）
- ミオの名のもとに（ポリッシュ）
- リトル ミス プリンス（立花つかさ）
- ぱらそる同盟（女子生徒）
- 骨の髄まで愛してね（桃井みみ）
- メテオ・ストライク（女子生徒）
- エンバーミング 読切版（女性）
- 後輩部長ゆらりちゃん（部下達）
- かいだんし（有馬家 メイド）
- 朝起きたら女の子になっていた男子高校生たちの話（2021年 - 2022年、校長、クマックマ、五百旗頭）
- 戦国の三日月（なつ）
- まんがみたいな恋がしたい♪（チア）
- 口が裂けても君には（サヤさん）
- クーロンズ・ボール・パレード（野球少年）
- ウィッチウォッチ（女子生徒）
- わたしの親友（女子、悪霊）
- 星のエイリアンに努力賞を。（女子生徒）
- 幽霊になったからパンツ見せてもバレないよね!?（生徒）
- カワイスギクライシス（艦長のペット、豆彦の飼い主、猫）
- 絶叫学級 転生（美波）
- 学生服の回収屋（女子高生）
- 幽焔の悠（鳥）
- キライの太陽（ひまり）
- なっちゃんの夏休み（夏希）
- キミと恋とオカルト!（河原木つむぎ）
- レッドフード（羊、村人）
- NERU -武芸道行-（通行人）
- BLACK MILK（子供）
- あの子黒い子人魚の子（ねずみ）
- MONSTERS（町の住人）
- 不埒な神官は魔法拳士だけ口説かない（リタ）
- 一矢報いて春から逃げる（夜越の同級生）
- 交差点珍道中（香久山の娘）
- ルリドラゴン（クラスメイト）
- 六とゆき（女の子）
- 春雨と恋もよう（梨央）
- まとはずれQ道部（弓削ワンエイティ）
- 恋の神様（安子の友人）
- DC3（女子高生）
- PPPPPP（看護師、女子生徒、メロリ）
- 累々戦記（猫）
- あおたん!-青矢先輩と私の探偵部活動-（2021年 - 2022年、敷島心愛）
- 刻どキ（子供）
- 光が死んだ夏（2021年 - 2022年、メンチ兄貴、朝子、店内放送）
- 忍SS（蘇芳）
- ふまじめだけど、愛でたくて（相崎伊都）
- バイオリン姫（看護婦）
- 青の双子のクリスマス（沖田真由美）

2022年
- この花が散る前に（高峰）
- アヤシモン（子供、リンリンハウス）
- 守れ!しゅごまる（人押し出しドラゴン、小福ちゃん、スラッシュ滝沢）
- ドロンドロロン（女の子）
- CHAIN（子供）
- ヨド・ヴィーナス（女子生徒）
- ドラゴンになりたくない（てんとう虫）
- 失恋ビギニング（ミナンミ★スーザ９世）
- 私と薬師様の旅（男の子）
- ヒガンノヒ（鬼）
- 召しませ! マーシー（マーシー）
- 先輩、美味しいですか？（美穂の同級生）
- ネオンヴァンパイア（女子生徒）
- 殺っちゃん（山田サチ）
- キミガシネ（木津池神奈）
- 残念妖精ドルマさん（通行人、早瀬コタロオ）

### オーディオドラマ
- みらい文庫ちゃんねる
  - 絶対好きにならない同盟（2021年、ナレーター、真帆[16]）
  - サムライ紅炎舞（2021年、羽生灯花）
  - 戦国姫-松姫の物語-（2021年、菊（松姫の妹））
  - 戦国姫-甲斐姫の物語-（2022年、巻）
  - 戦国姫-茶々の物語-（2022年、茶々、江）

### 映像商品
- Tokyo 7th シスターズ Live- NANASUTA L-I-V-E！！- in PIA ARENA MM（2022年）
- Tokyo 7th シスターズ Live Tokyo-7th FESTIVAL in Ryogoku Kokugikan（2022年）
- Tokyo 7th シスターズ 6+7+8th Anniversary Live Along the way（2023年）

## 制作参加作品
- テレビアニメ『無責任ギャラクシー☆タイラー』（2017年、キャラクターデザイン）
- テレビアニメ『レディスポ The IAM イラストアニメーションムービー』（2018年、キャラクターデザイン）

## ディスコグラフィ

### キャラクターソング
| 発売日         | 商品名             | 歌                   | 楽曲                     | 備考                                 |
| -------------- | ------------------ | -------------------- | ------------------------ | ------------------------------------ |
| 2020年2月12日  | Fall in Love       | SEASON OF LOVE       | 「Fall in Love」         | ゲーム『Tokyo 7th シスターズ』関連曲 |
| 2020年2月12日  | Fall in Love       | コドモ連合           | 「コドーモ・デ・ヒーロ」 | ゲーム『Tokyo 7th シスターズ』関連曲 |
| 2022年6月28日  | 陽だまりの世界地図 | SEASON OF LOVE       | 「陽だまりの世界地図」   | ゲーム『Tokyo 7th シスターズ』関連曲 |
| 2022年11月16日 | Make our sound     | Tokyo 7th シスターズ | 「Make our sound」       | ゲーム『Tokyo 7th シスターズ』関連曲 |